# Pelecorhynchus tigris
Pelecorhynchus tigris är en tvåvingeart som beskrevs av Daniels 1977. Pelecorhynchus tigris ingår i släktet Pelecorhynchus och familjen Pelecorhynchidae. Inga underarter finns listade i Catalogue of Life.